# Nuestra Señora de los Dolores (Camas)

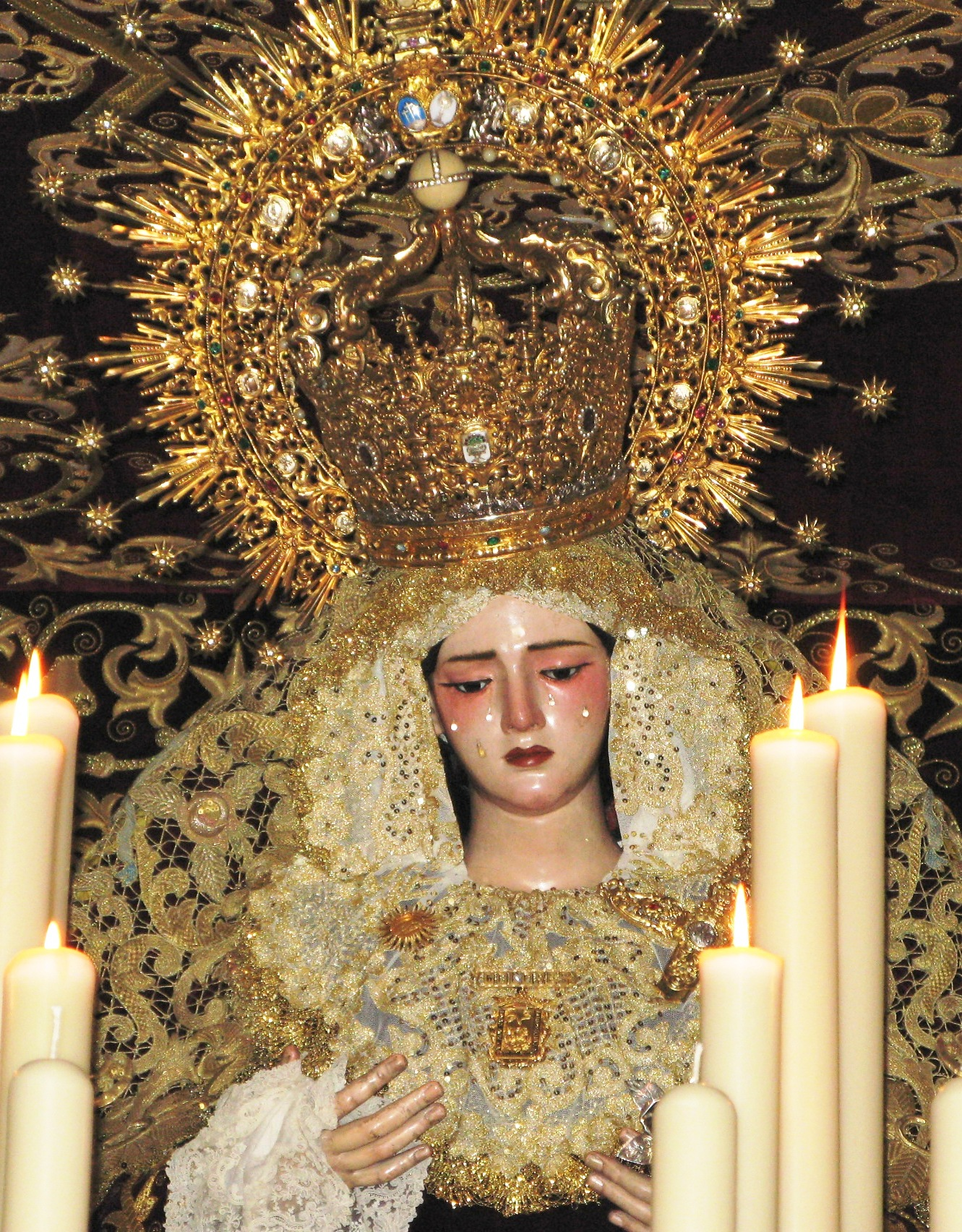
Virgen de los Dolores de Camas.

Nuestra Señora de los Dolores es la patrona de Camas, provincia de Sevilla, Andalucía (España). Es de estilo neobarroco. Fue realizada en 1819 por Juan de Astorga. Es titular de la Hermandad Sacramental de Camas.

## Historia
En el siglo XVIII se veneraba en este Camas a una Virgen de la Soledad, de fecha desconocida. A finales del siglo XVIII se le encargó a Cristóbal Ramos la sustitución del rostro. En 1817 la hermandad en torno a esta figura no estaba conforme con el cambio, por lo que destruyeron el nuevo rostro para que se volviese a poner el antiguo. Tras estos hechos, la hermandad desapareció y se refundó en 1819. En ese momento decidieron encargar una nueva talla a Juan de Astorga. A principios del siglo XX se decide cambiar la advocación de la Virgen por la de "los Dolores", por la mala situación política y económica. En 1966 fue levemente reformada por Francisco Buiza. Entre los años 2019 y 2020, fue restaurada por Pedro Manzano.
Es la patrona de la localidad por una bula del papa Pío XI del 13 de enero de 1926. Las fiestas patronales de Camas son en el mes de septiembre, realizando la Virgen procesión de gloria en la tarde del domingo.
Está en la parroquia de Nuestra Señora de Gracia. 
La cofradía que la tiene como titular se conoce simplemente como Hermandad Sacramental de Camas, pero su nombre completo es Primitiva, Real, Muy Ilustre, Fervorosa y Franciscana Hermandad del Santísimo Sacramento, Santa Vera Cruz y Sangre de Nuestro Señor Jesucristo y Cofradía de Nazarenos de Nuestro Padre Jesús del Gran Poder, Nuestra Señora María Santísima de los Dolores Coronada y San Sebastián. 
Jesús del Gran Poder y la Virgen de los Dolores procesionan el Jueves Santo por la localidad. En el mes de septiembre, con motivo de las fiestas patronales, la Virgen efectúa una procesión de gloria en su paso sin el palio.
El Ayuntamiento de Camas le concedió la Medalla de Oro de la Villa en 1972. Fue proclamada Alcaldesa Honoraria Perpetua de Camas en septiembre de 1999 y fue coronada canónicamente el 15 de junio de 2013 en la Catedral de Sevilla. Para ello, se trasladó desde Camas hasta la Capilla de los Marineros, de ahí salió en su paso de palio a la Catedral en la víspera de dicho día y posteriormente regresó de nuevo a Triana. El regreso a Camas tuvo lugar dos días después, tras visitar también la Real Parroquia de Santa Ana.